# شهرزاد (مسلسل)
شهرزاد هو مسلسل درامي ملحمي تاريخي مغامرات تشويق ورومنسي، من إنتاج المركز العربي للإنتاج الإعلامي - الأردن، المنتج عدنان العوامله، المنتج التنفيذي طلال العوامله، كتابة جمال أبو حمدان، إخراج شوقي الماجري، وبطولة سلاف فواخرجي.
بعيداًَ عن الأسطورة؛ يتمحور العمل حول علاقة المرأة بالرجل بكل ما يكتنفها من حب وانتقام، وعلاقة السلطان بالسلطة وبالشعب، بالإضافة لصلابة المقاومة في وجه العدوان وأطماع الغزو والهيمنة.

## الملخص
يتناول المسلسل قصة شهرزاد وشهريار من الناحية الإنسانية بعيداً عن الحكايات الأسطورية والخيالية، حيث يركز على المواقف التي جمعتهما وكيف استطاعت فتاة بسيطة أن تغير من حال السلطان الذي كانت مشكلته الأساسية إيجاد الحب الذي لم يستطع إيجاده مع أي من الفتيات اللواتي تزوجهن من قبل بل حتى إنه كان يقابل منهن بخيانات متكررة. أما المحور الأساسي الثاني من العمل فهو خط ثورة الشعب على الظلم من جهة وعلاقة الشعب والحاكم بالغزو من جهة أخرى.
في محور العمل تتجسد العلاقة بين شهرازد وشهريار بتعقيداتها وتفرعاتها وامتدادها في الواقع بما يزخر به من قضايا وأحداث وعلاقات متشابكة: علاقة المرأة بالرجل والحب والغيرة والشك والانتقام وعلاقة السلطان بالسلطة وبالشعب والعلاقة بين العدالة والظلم والولاء والخيانة والمعرفة والجهل والكرامة والذل والإخلاص والتآمر، كما علاقة الوطن بالعدوان بما فيها من صلابة المقاومة في مواجهة أطماع الغزو والهيمنة. وفي هذا الإطار الواسع تتشكل علاقات إنسانية مفعمة بالمشاعر والمواقف العاطفية تتشابك خيوطها تنسج صورة نابضة بالحياة.

## بطولة
سلاف فواخرجي، جهاد سعد، منى واصف، جواد شكرجي، فايز قزق، رشيد ملحس، هشام هنيدي، وقمر الصفدي.